# Stazione di South Ruislip
La stazione di South Ruislip è una stazione della metropolitana di Londra situata a South Ruislip, nel borgo londinese di Hillingdon.

È servita dalla linea Central della metropolitana di Londra e dai treni regionali transitanti lungo la Chiltern Main Line.

## Storia

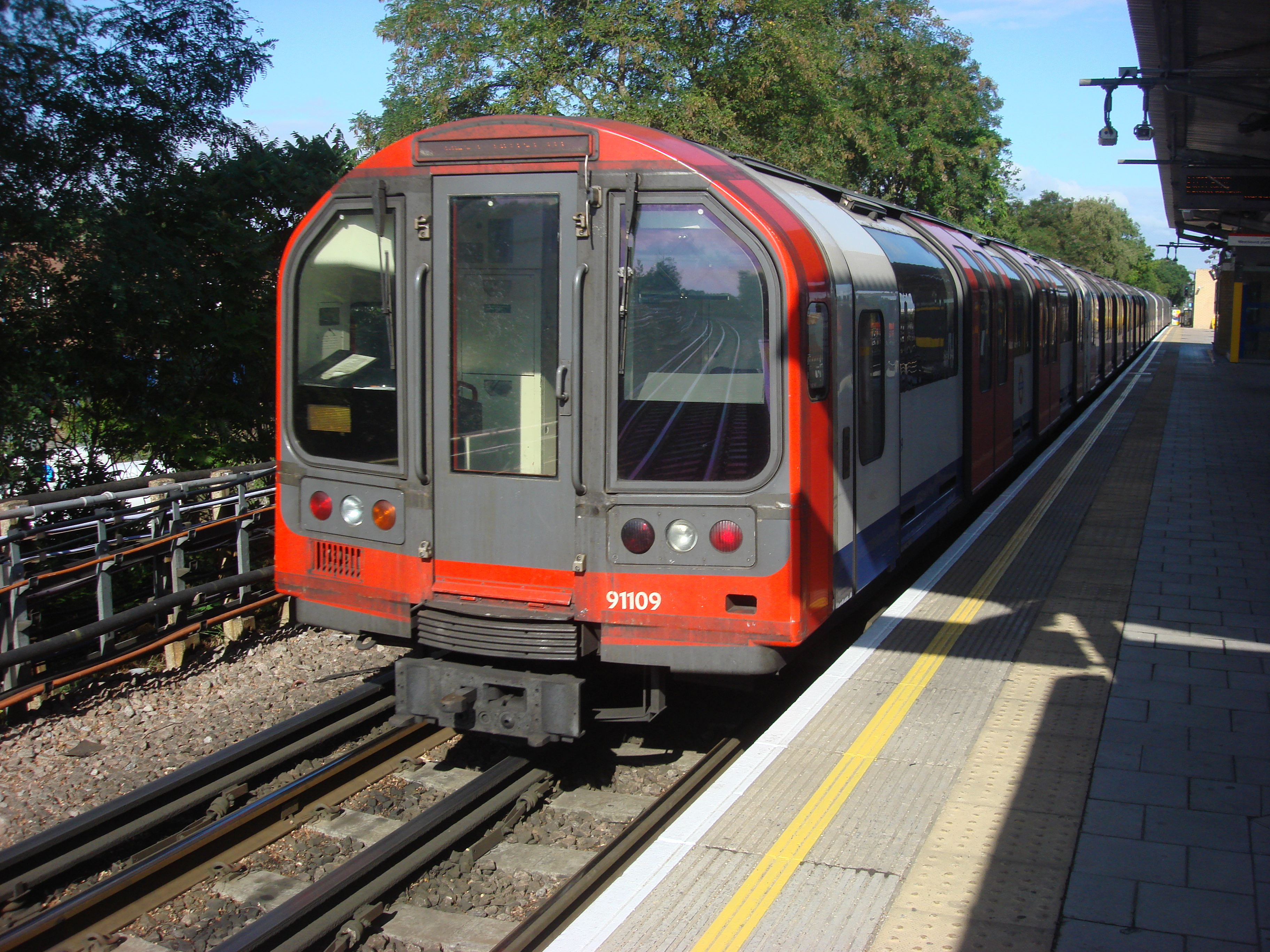
Treno nella stazione di South Ruislip

La stazione della Great Western and Great Central Joint Railway (GW&GCR) è stata aperta al pubblico a maggio del 1908 per collegare le stazioni di Paddington e Marylebone a Ruislip Gardens e West Ruislip. Chiamata Northolt Junction, la stazione ha cambiato nome in South Ruislip & Northolt Junction nel settembre del 1932 e nel suo nome attuale nel giugno del 1947.

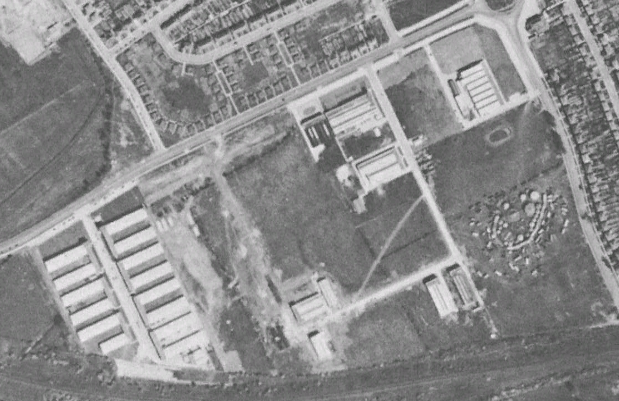
Il sito della RAF di South Ruislip nel 1945. La stazione è stata aperta per l'utilizzo da parte della United States Air Force a partire dal 1949

A novembre del 1948 il servizio della Central line è stato esteso fino a South Ruislip, mentre la sala prenotazioni è stata completata nel 1960, ornata dal fregio in cemento, vetro e graniglia di granito dell'artista Henry Haig.
Tra il 1973 e il 1974 la stazione ha subito modifiche ai binari per permettere il passaggio a velocità più elevate dei treni in arrivo da Marylebone.

## Movimento
Il servizio feriale in orario di morbida consta di due treni all'ora, uno in direzione Londra Marylebone e l'altro in direzione High Wycombe.
Treni aggiuntivi effettuano fermata presso la stazione di South Ruislip durante gli orari di punta.
Nei giorni feriali, inoltre, viene effettuato un singolo "servizio parlamentare" da e per West Ealing, transitante lungo la diramazione di Greenford; fino a dicembre 2018, questo servizio parlamentare operava da e per Londra Paddington, transitando lungo la linea Acton-Northolt.

## Interscambi
Nelle vicinante della stazione effettuano fermata alcune linee automobilistiche di superficie urbane, gestite da London Buses.
- Fermata autobus

## Galleria d'immagini

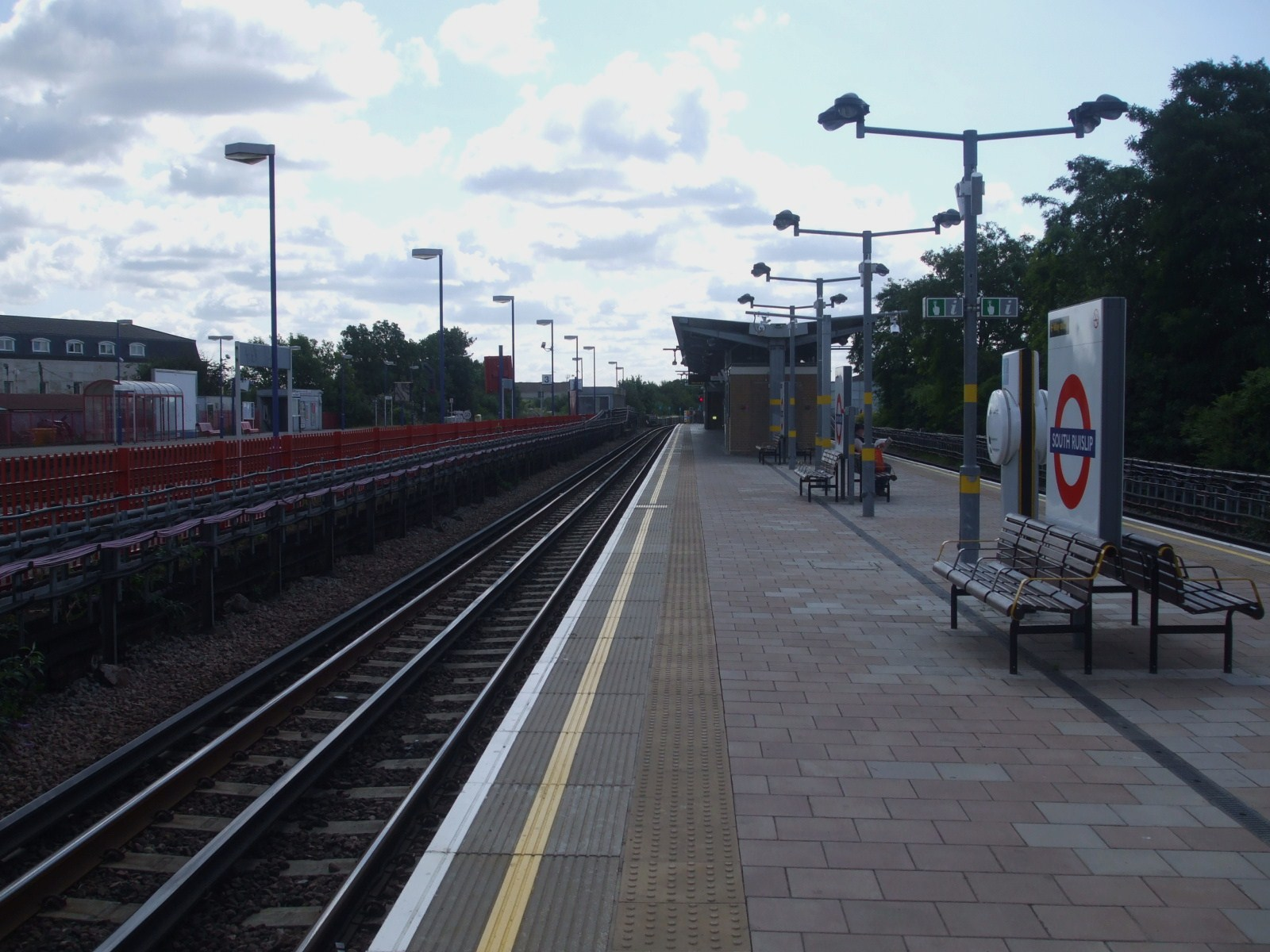
Il binario est
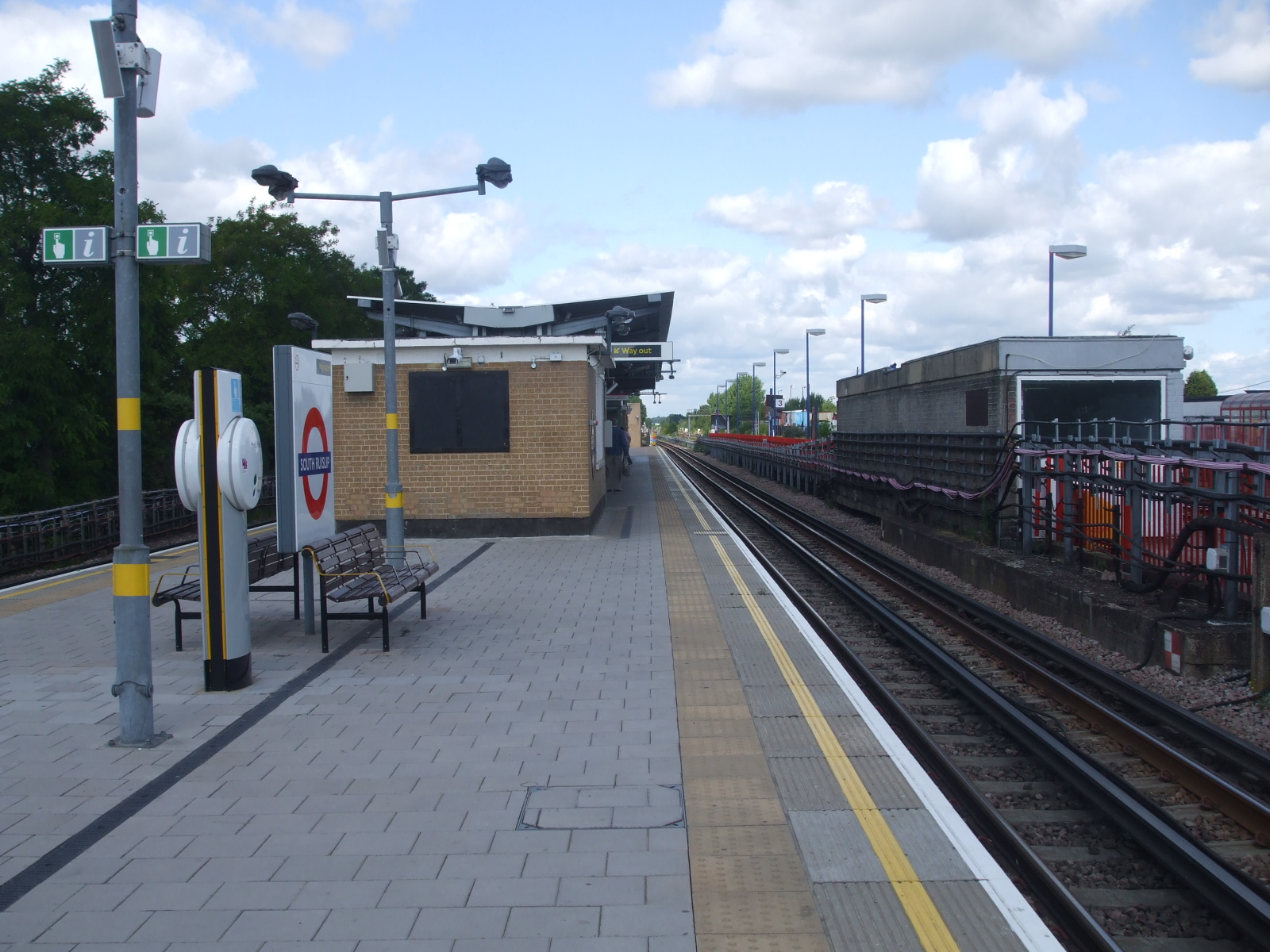
Il binario ovest
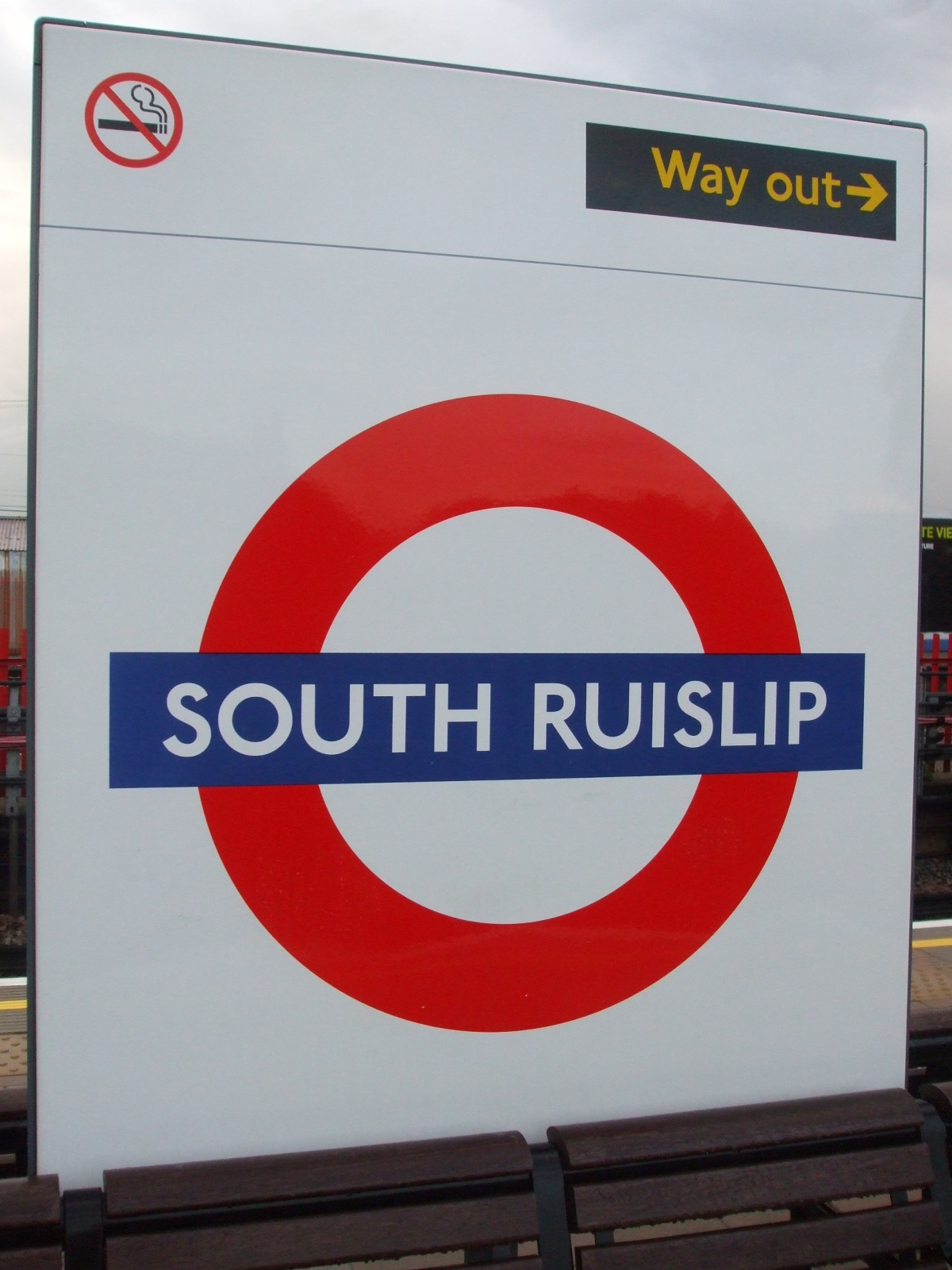
L'insegna della stazione del London Underground